# Eresia letitia
Eresia letitia är en fjärilsart som beskrevs av William Chapman Hewitson 1869. Eresia letitia ingår i släktet Eresia och familjen praktfjärilar. Inga underarter finns listade i Catalogue of Life.

## Bildgalleri

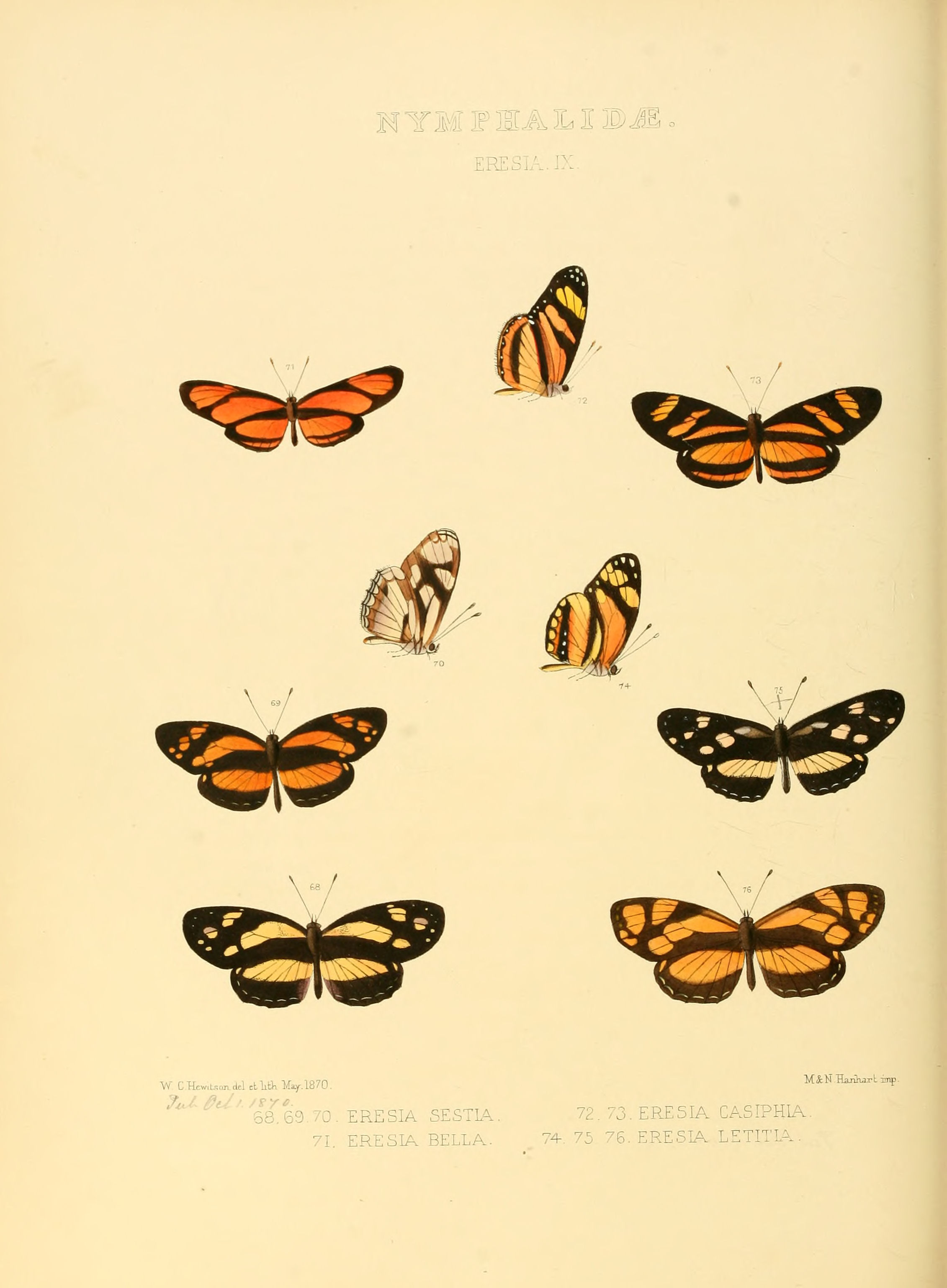